# Bolsjoj Sajan
Bolsjoj Sajan (Russisch: Большой Саян; "Grote Sajan") is de benaming voor het berggebied ten oosten van de waterscheiding van de Oostelijke Sajan in het zuiden van Siberië, op de grens tussen Rusland en Mongolië. Het massief Moenkoe-Sardyk aan de oostzijde van de rug vormt met 3491 meter het hoogste punt van dit gebied.
Ten noorden van de rug liggen de Toenka-Goltsy (Toenka-Alpen) en ten zuiden het Gubsugulmeer. In het berggebied ontstaan op de zuidelijke hellingen de Mongoolse rivieren Tenginsiin-Gol en Sjargyk-Gol en op de noordelijke hellingen een aantal bronrivieren van de Oka.